# 102
102 (CII) var ett normalår som började en lördag i den julianska kalendern.

## Händelser

### Okänt datum
- Trajanus återvänder till Rom efter ett framgångsrikt fälttåg mot Dakien, genom vilket han tydligt återupprättar den romerska överhögheten över Decebalus.
- Trajanus delar Pannonien i två delar någon gång mellan detta år och 107.
- Hamnen i Ostia utökas.
- Efter att ha organiserat territorierna i Tarimsänkan, återvänder den kinesiske generalen Ban Chao till Luoyang och dör strax därefter.
- I Indien börjar socker i urinen ses som ett tecken på sjukdom.

## Avlidna
- Ban Chao, kinesisk kavallerigeneral under Handynastin
- Marcus Valerius Martialis, romersk poet
- Yin, kinesisk kejsarinna.